# الدغلة (حمص)
الدغلة قرية سورية تقع في وادي النصارى في محافظة حمص منطقة تلكلخ ناحية الناصرة يبلغ ارتفاع القرية حوالي 780متر عن سطح البحر .

## التاريخ
استمدت تسميتها من كلمة أدغال والتي تعني الأشجار الكثيفة الملتفة حيث يعود تاريخ هذه القرية إلى قرابة 600 عام مضت حين هرب بعض الفلاحين العاملين في أراضي الإقطاع في عهد الاحتلال العثماني بالتجمع في الحرش وبدؤوا يقطعون الأشجار ويبنون بيوتا لهم ولعائلاتهم فتشكلت القرية.

## الموقع
تقع الدغلة في وادي النصارى وتبعد عن حمص نحو 60 كلم غربا وتتبع لناحية الناصرة وتمتد على سفوح جبل السايح شمال وادي النصارى بمساحة تقارب 300 دونم وتفع إلى شمالها قرية قرب علي وإلى الجنوب القلاطية ويقع غربها جبل السايح الذي يقع عليه تمثال سيدة الوادي والذي يعتبر الأكبر تمثال في منطقة الشرق الأوسط.

## المناخ
تمتاز بمناخ جبلي معتدل إلى جانب طبيعتها الساحرة الخلابة وتشكل ملاذا هادئا ونقيا لأهالي المدينة الهاربين من حر الصيف مشيرا إلى أن القرية تعيش جوا من الدفء والألفة الاجتماعية بين أبنائها في المناسبات.

## السكان
يبلغ عدد سكان الدغلة 2200 نسمة يعمل معظمهم في الزراعة حيث تحتل زراعة الكرمة والتين المرتبة الأولى وتليها زراعة التفاح والزيتون إلى جانب بعض الزراعات الموسمية كالقمح والذرة بالإضافة إلى تربية الأبقار والدواجن .